# Christian Friedrich Ecklon

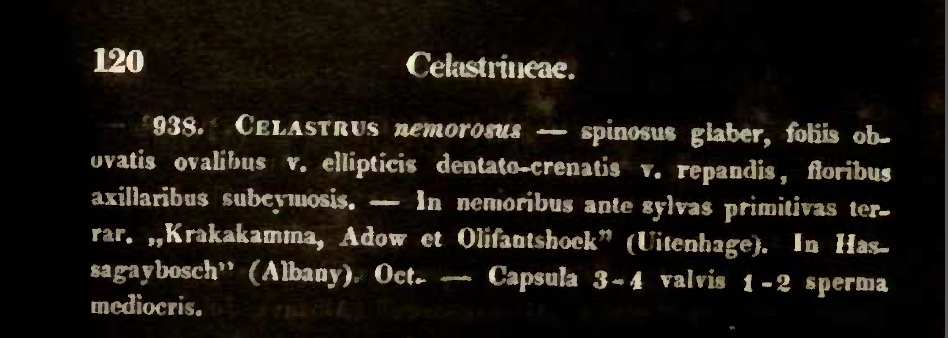

Christian Friedrich Ecklon est un pharmacien et botaniste danois, né à Apenrade en 1795, mort au Cap en 1868.

## Biographie
Ecklon fait de nombreux voyages en Afrique du Sud. Il visite le pays la première fois en 1823, d’abord comme apprenti puis comme pharmacien, recherchant des plantes d’intérêt médicinal. Manquant de fonds et sa santé se détériorant, il vit dans une grande misère, vendant des plants ou préparant des médicaments à base de plantes. Néanmoins, quand il retourne en Europe en 1828, il s’était constitué un riche herbier. Il séjourne à Hambourg de 1833 à 1838, où il travaille sur sa collection. Son herbier devenant la base de Flora Capensis que fait paraître son ami, le pharmacien hambourgeois Otto Wilhelm Sonder (1812-1881), de 1860 à 1865, ouvrage publié en collaboration avec le botaniste irlandais William Henry Harvey (1811-1866).
Ecklon est l’auteur, avec Carl Ludwig Philipp Zeyher (1799-1858) qui avait voyagé avec lui en 1829, d’Enumeratio Plantarum Africae Extratropicae (1835-1837), un catalogue descriptif des végétaux d’Afrique du Sud. Ecklon retourne en Afrique du Sud plus tard où il meurt en 1868.
Les herbiers de Lehmann et de Sonder sont conservés au Muséum suédois d'histoire naturelle de Stockholm. L’un de ses élèves est Friedrich Heinrich Theodor Freese (1795?-1876), un médecin et botaniste allemand, qui a également étudié les plantes d’Afrique du Sud.
Ecklon est l’auteur de près de 2 000 taxons suivant l’IPNI. Plusieurs espèces ou genres lui ont été dédiés comme Ecklonea, Delosperma ecklonis et Helichrysum ecklonis.

## Référence
- William H. Harvey, Otto Wilhelm Sonder, Sir William Turner Thiselton-Dyer (dir.) (1900). Flora Capensis:Being a Systematic Description of the Plants of the Cape Colony, Caffraria, & Port Natal (and Neighbouring Territories): Being a Systematic Description of the Plants of the Cape Colony, Caffraria, & Port Natal (and Neighbouring Territories)  (ISBN 3768206378)

## Source
- Traduction de l'article de langue anglaise de Wikipédia (version du 15 mars 2007).